# Іоан (Вахнюк)
Архієпископ Іоанн (в миру Сергій Григорович Вахнюк; рід. 12 лютого 1968, Київ, Українська РСР) — архієрей Української православної церкви, єпископ Золотоніський, вікарій Черкаської єпархії.

## Біографія
Вахнюк Сергій народився 12 лютого 1968 року в місті Києві. Після закінчення середньої школи навчався у Київському енергетичному технікумі. У 1987 році був покликаний в армію.
В 1989 році був прийнятий у братство Свято-Успенської Києво-Печерської Лаври, і в наступному році пострижений у чернецтво.
9 червня 1991 року чернець Сергій (Вахнюк) був висвячений у сан диякона, а 16 червня того ж року — в сан ієрея.
23 червня 1991 року був призначений настоятелем Свято-Троїцького храму міста Іркліїв Чорнобаївського району Черкаської області, а з січня 1992 року очолив Чорнобаївське благочиння Черкаської єпархії.
У 1993 році отримав диплом про закінчення Київської духовної семінарії.
6 грудня 1994 року прийняв чернечий постриг у мантію з ім'ям на честь преподобного Іоанна Багатостраждального.
В 1996 році був удостоєний сану архімандрита.
8 травня 2010 року призначений намісником Черкаського в честь Різдва Пресвятої Богородиці чоловічого монастиря.

### Архієрейство
1 квітня 2015 року рішенням Священного Синоду Української православної церкви обрав єпископом Золотоніським, вікарієм Черкаської єпархії.
3 квітня 2015 року в Аннозачатіївському храмі Свято-Успенської Києво-Печерської Лаври міста Києва відбулося наречення архімандрита Іоанна в єпископа Уманського, вікарія Черкаської єпархії.
5 квітня 2015 року в свято Входу Господнього в Єрусалим в Трапезному храмі преподобних Антонія і Феодосія Свято-Успенської Києво-Печерської Лаври міста Києва відбулася хіротонія архімандрита Іоанна в єпископа Уманського, вікарія Черкаської єпархії, яку здійснили: Митрополит Київський і всієї України Онуфрій (Березовський), митрополит Вишгородський і Чорнобильський Павло (Лебідь), митрополит Черкаський і Канівський Софроній (Дмитрук), архиєпископ Ніжинський і Прилуцький Іриней (Семко), єпископ Угольський Антоній (Боровик), єпископ Боярський Феодосій (Снігірьов), єпископ Ірпінський Климент (Вечеря), єпископ Фастівський Даміан (Давидов).
Після смерті митрополита Софронія (Дмитрука), у червні 2020 року призначений тимчасово керуючим Черкасько-Канівською єпархією.
17 серпня 2021 року возведений в сан архієпископа.
31 жовтня 2024 в числі 16 (із 52) правлячих і 15 (із 58) вікарних архієреїв УПЦ МП підписав заяву, в якій засудив анексію Російською Православною церквою Донецької єпархії, зняття її керівника митрополита Іларіона і заміни на росіянина, уродженця Рязанської області Росії, архієрея з Далекого Сходу.